# Atlanta Braves
Els Atlanta Braves és un club professional de beisbol estatunidenc de la ciutat d'Atlanta que disputa l'MLB.

## Palmarès
- Campionats de la National Association (4): 1872, 1873, 1874, 1875
- Campionats de l'MLB (3): 1914, 1957, 1995
- Campionats de la Lliga Nacional (17): 1877, 1878, 1883, 1891, 1892, 1893, 1897, 1898, 1914, 1948, 1957, 1958, 1991, 1992, 1995, 1996, 1999
- Campionats de la Divisió Est (11): 1995, 1996, 1997, 1998, 1999, 2000, 2001, 2002, 2003, 2004, 2005
- Campionats de la Divisió Oest (5): 1969, 1982, 1991, 1992, 1993

## Evolució de la franquícia
- Atlanta Braves (1966-present)
- Milwaukee Braves (1953-1965)
- Boston Braves (1941-1952)
- Boston Bees (1936-1940)
- Boston Braves (1912-1935)
- Boston Rustlers (1911)
- Boston Doves (1907-1910)
- Boston Beaneaters (1883-1906)
- Boston Red Caps (1876-1882)
- Boston Red Stockings (1871-1876)

## Colors
Blau marí, escarlata i blanc.

## Estadis
- Truist Park (2017-present)
- Turner Field (1997-2016)
- Atlanta-Fulton County Stadium (1966-1996)
  - a.k.a. Atlanta Stadium (1966-1976)
- Milwaukee County Stadium (1953-1965)
- Braves Field (1915-1952)
  - a.k.a. National League Park (1936-1941)
- Fenway Park (1914-1915)
- South End Grounds (1894-1914)
- Congress Street Grounds (1894)
- South End Grounds (1871-1894)

## Números retirats
- Dale Murphy 3
- Warren Spahn 21
- Phil Niekro 35
- Eddie Mathews 41
- Jackie Robinson 42
- Hank Aaron 44